# Pierre de Lagrevol
Pour les articles homonymes, voir Lagrevol (homonymie).
Alexandre Pierre de Lagrevol est un homme politique français né le 16 novembre 1820 à Yssingeaux (Haute-Loire) et mort dans sa ville natale le 22 mars 1897.

## Biographie
Il étudie le droit à Paris, et est lauréat de la faculté en 1843. Il s'installe comme avocat à Yssingeaux. Elu, le 23 avril 1848, représentant de la Haute-Loire à l'Assemblée constituante, siége parmi les républicains modérés, fait partie du comité de législation, et vote pour le bannissement de la famille d'Orléans, pour les poursuites contre L. Blanc et Caussidière, contre l'abolition de la peine de mort, contre l'impôt progressif, contre l'incompatibilité des fonctions, contre l'amendement Grévy, pour l'ensemble de la Constitution, pour la proposition Rateau, contre l'interdiction des clubs, et pour l'expédition de Rome. 
Il n'est pas réélu à la Législative, mais, le 10 mars 1850, le département de la Haute-Loire étant appelé à élire un représentant en l'emplacement de M. Jules Maigne, il pose sa candidature mais n'est pas élu. 
Il entre alors dans la magistrature et devient successivement substitut à Bourg (21 novembre 1850), substitut à Lyon (17 mars 1852), procureur impérial à Lyon (31 mars 1856), avocat général à Nîmes (31 décembre 1860), conseiller à la cour (24 octobre 1863). Le 24 mai 1869, il échoue au Corps législatif, dans la 1re circonscription de la Haute-Loire. 
Nommé président du tribunal le 22 octobre 1875, il se présente encore dans l'arrondissement d'Yssingeaux, le 14 octobre 1877, après la dissolution de la Chambre par le cabinet du 16 mai, comme candidat du gouvernement, mais il échoue une nouvelle fois. 
Il est nommé conseiller à la cour de cassation le 2 avril 1878.
Chevalier de la Légion d'honneur le 24 août 1869.

## Sources
- « Pierre de Lagrevol », dans Adolphe Robert et Gaston Cougny, Dictionnaire des parlementaires français, Edgar Bourloton, 1889-1891 [détail de l’édition]
- Cour de Cassation, Audience de rentrée du 16 Oct. 1894, imp. Marchal et Billard, 1894, p. 70 et suiv. : résumé de carrière